# Cayce
Cayce est une ville de l'État américain de Caroline du Sud, située dans les Richland et Lexington. Selon le recensement de 2010, sa population est de 12 528 habitants.

## Démographie
| 1920 | 1930  | 1940  | 1950  | 1960  | 1970  |
| ---- | ----- | ----- | ----- | ----- | ----- |
| 746  | 1 267 | 1 476 | 3 294 | 8 517 | 9 967 |

| 1980   | 1990   | 2000   | 2010   | - | - |
| ------ | ------ | ------ | ------ | - | - |
| 11 701 | 11 163 | 12 150 | 12 528 | - | - |